# St. Kilian (Schweigern)

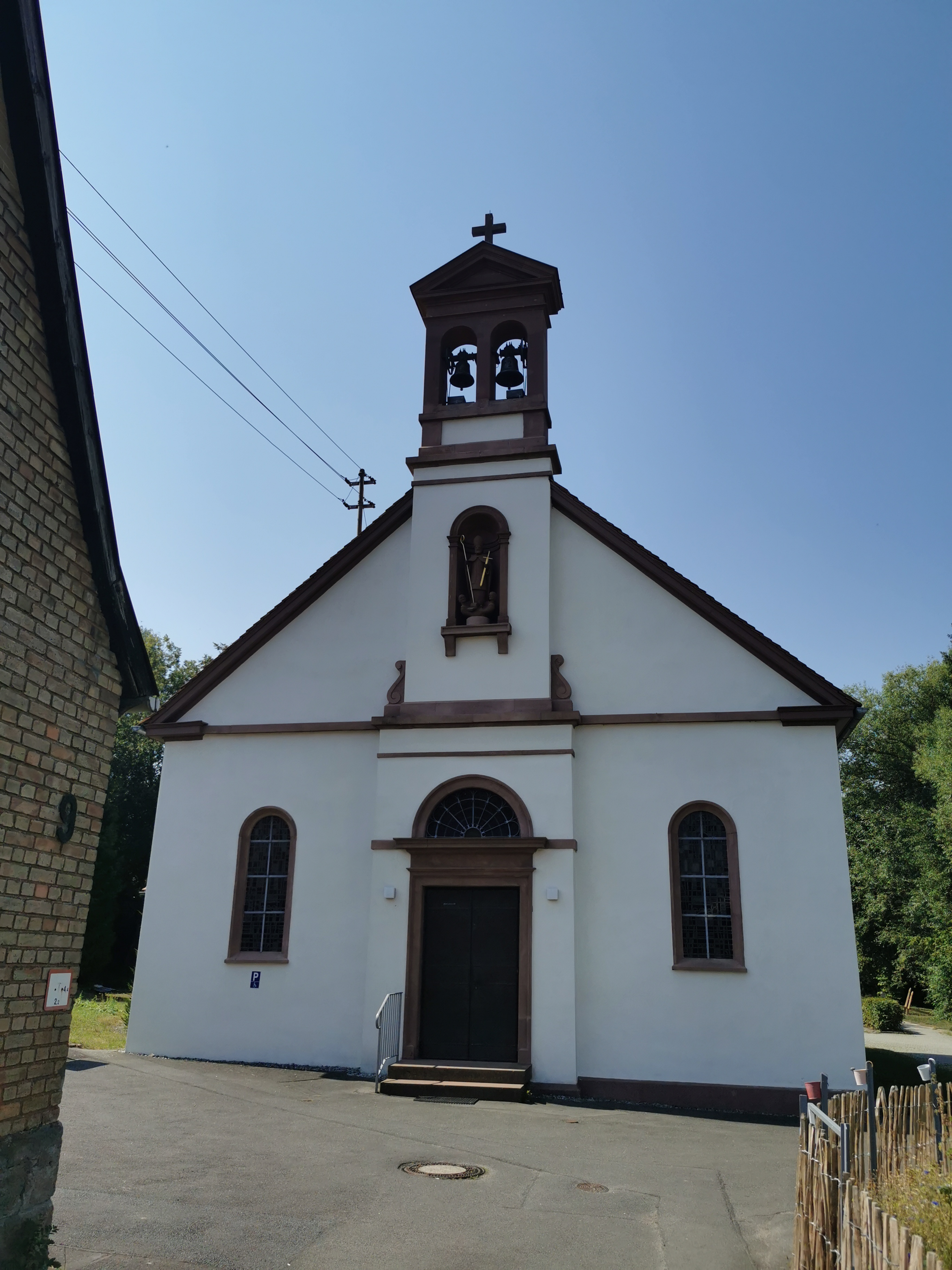
St. Kilian in Schweigern

Die römisch-katholische Kirche St. Kilian in Schweigern, einem Stadtteil von Boxberg im Main-Tauber-Kreis, wurde 1876 errichtet und ist dem heiligen Kilian geweiht.

## Lage
Die Kilianskirche befindet sich am St.-Kilians-Weg in Boxberg-Schweigern.

## Geschichte
Die Kilianskirche von 1876 ist eine Filialkirche der Boxberger Pfarrkirche St. Aquilinus. Sie gehört zur Seelsorgeeinheit Boxberg-Ahorn, die dem Dekanat Tauberbischofsheim des Erzbistums Freiburg zugeordnet ist.